# جان وین گیسی
جان وین گیسی (انگلیسی: John Wayne Gacy (17 مارس ۱۹۴۲). – ۱۰ مه ۱۹۹۴) یک قاتل زنجیره ای و مجرم جنسی آمریکایی معروف به دلقک قاتل بود که حداقل ۳۳ مرد و پسر جوان را مورد تعرض قرار داد و آنها را به قتل رساند.
گیسی مرتباً در بیمارستان‌های کودکان و رویدادهای خیریه با عنوان «پوگو دلقک» یا «دلقک وصله‌ای»، شخصیت‌هایی که طراحی کرده بود، برنامه اجرا می‌کرد.
به گفته گیسی، او تمام قتل‌های خود را در خانه‌ی مزرعه خود در نزدیکی نوریج، شهری در شهرستان نوروود پارک، کلانشهر شیکاگو، ایلینویز انجام داد. به‌طور معمول، او قربانی را به خانه‌اش می‌کشاند و سپس به بهانه نشان دادن یک حقه جادویی ، او را فریب می‌داد تا دستبند بزند، سپس به فرد دست‌بسته تجاوز و شکنجه می‌کرد تا او را با خفگی یا خفه کردن با گاروت بکشد. بیست و شش قربانی در فضای خانه او دفن شدند و سه نفر دیگر در جای دیگری در ملک او دفن شدند. بقایای چهار نفر در رودخانهٔ دس‌پلینز دور ریخته شدند.
گیسی در سال ۱۹۶۸ به دلیل لواط پسر نوجوانی در واترلو، آیووا، محکوم شد و به ده سال زندان محکوم شد، اما هجده ماه را سپری کرد. او اولین قربانی خود را در سال ۱۹۷۲ به قتل رساند، تا پایان سال ۱۹۷۵ دو نفر دیگر را به قتل رساند و حداقل سی قربانی بعدی را پس از طلاق از همسر دومش در سال ۱۹۷۶ به قتل رساند. تحقیقات در مورد ناپدید شدن رابرت پیست، نوجوان اهل دس‌پلینز، منجر به دستگیری گیسی در ۲۱ دسامبر ۱۹۷۸ شد.
محکومیت او برای سی و سه قتل (انجام شده توسط یک فرد) سپس بیشترین قتل در تاریخ حقوقی ایالات متحده بود. گیسی در ۱۳ مارس ۱۹۸۰ به اعدام محکوم شد. درمدت زمان انتظار محکومیت اعدام در کانون اصلاح و تربیت منارد، او بیشتر وقت خود را صرف نقاشی کشیدن می‌کرد. او نهایتاً در ۱۰ می ۱۹۹۴ در مرکز اصلاح و تربیت استیتویل با تزریق کشنده اعدام شد.

## اوایل زندگی
جان وین گیسی در شیکاگو، ایلینویز، در ۱۷ مارس ۱۹۴۲، دومین فرزند و تنها پسر جان استنلی گیسی بود.  پدرش تعمیرکار ماشین و کهنه سرباز جنگ جهانی اول و مادرش خانه‌دار بود.   گیسی تبار لهستانی و دانمارکی بود و خانواده‌اش کاتولیک بودند. پدربزرگ و مادربزرگ پدری او (که نام خانوادگی را «گاتزا» یا «گاکا» می‌نوشتند) از لهستان (در آن زمان بخشی از ایالت پروس آلمان) به ایالات متحده مهاجرت کرده بودند.  

### دوران کودکی
گیسی با مادر و دو خواهرش صمیمی بود، اما رابطه مناسبی با پدرش نداشت، پدرش یک فرد الکلی بود که خانواده‌اش را مورد آزار جسمی قرار می‌داد.   پدرش او را تحقیر می‌کرد و معمولاً او را «خنگ و احمق» خطاب می‌کرد و او را به نحو نامناسبی با خواهرانش مقایسه می‌کرد.  از اولین خاطرات گیسی این بود که پدرش او را با کمربند چرمی به دلیل به هم ریختن تصادفی اجزای موتور ماشینی که او مونتاژ کرده بود کتک زد.  مادرش سعی کرد از پسرش در برابر آزار و اذیت پدرش محافظت کند، اما این حمایت مادر منجر به اتهاماتی مبنی بر اینکه او یک " دختر " و یک بچه لوس است که "احتمالاً هم‌جنسگرا خواهد بود، شد.    با وجود این بدرفتاری، گیسی همچنان پدرش را دوست داشت،  اما احساس می‌کرد که از نظر پدرش «هرگز به اندازه کافی خوب نیست». 
در سال ۱۹۴۹، به پدر گیسی اطلاع دادند که پسرش و پسر دیگری در حال نوازش جنسی با یک دختر جوان دستگیر شده بودند. پدرش به عنوان مجازات او را با کمربند شلاق زد.  در همان سال، یک دوست خانوادگی و پیمانکار گاهی اوقات گیسی را در کامیونش مورد آزار و اذیت قرار می‌داد.   گیسی هرگز در این مورد به پدرش نگفت، زیرا می‌ترسید پدرش او را سرزنش کند. 
گیسی کودکی چاق و غیر ورزشکار بود. به دلیل عارضه قلبی، به او گفته شد که از هر گونه ورزش در مدرسه اجتناب کند.  در کلاس چهارم، گیسی شروع به تجربه غش کردن کرد. او در مواردی به همین دلیل و همچنین در سال ۱۹۵۷ به دلیل ترکیدگی آپاندیس در بیمارستان بستری شد.  گیسی بعدها تخمین زد که بین ۱۴ تا ۱۸ سالگی، تقریباً یک سال را در بیمارستان گذرانده‌است و کاهش نمرات خود را به کمبود مدرسه نسبت داد. پدرش مشکوک بود که این رفتارها تلاشی برای جلب همدردی و توجه بود و آشکارا پسرش را متهم به جعل این وضعیت در حالی که گیسی روی تخت بیمارستان دراز کشیده بود، کرد.  اگرچه مادر، خواهران، و تعداد کمی از دوستان نزدیکش هرگز به بیماری او شک نکردند، وضعیت پزشکی گیسی هرگز به‌طور قطعی تشخیص داده نشد.  
یکی از دوستان گیسی در دبیرستان چندین مورد را به یاد آورد که پدرش بدون دلیل پسرش را مسخره یا کتک زده‌است. در یک مورد در سال ۱۹۵۷، او شاهد بود که پدر گیسی مست از زیرزمین خانه بیرون آمد و شروع به تحقیر او کرد، سپس پسرش را بدون هیچ دلیلی کتک زد.  

### ریشه‌های شغلی
در سال ۱۹۶۰، در سن ۱۸ سالگی، گیسی وارد سیاست شد و به عنوان دستیار کاپیتان حوزه برای یکی از نامزدهای حزب دموکرات در همسایگی خود مشغول به کار شد. این منجر به انتقاد بیشتر از سوی پدرش شد که پسرش را متهم به " پتسی " کرد. گیسی بعداً حدس زد که تصمیم او برای درگیر شدن در سیاست در واقع به دنبال پذیرش از سوی دیگران است که هرگز از پدرش دریافت نکرده‌است. 
در همان سالی که مشارکت سیاسی گیسی آغاز شد، پدرش برای او ماشین خرید. او سند خودرو را به نام خود نگه داشت تا زمانی که گیسی پرداخت اقساط آن را به پایان رساند. این پرداخت‌های ماهانه چندین سال طول کشید تا اقساط تکمیل شود. اگر گیسی به قولش عمل نمی‌کرد، پدرش کلیدهای خودرو را از او می‌گرفت. در سال ۱۹۶۲، گیسی پس از اینکه پدرش کلیدهای اصلی را از او گرفت، یک مجموعه کلید اضافی خریداری کرد.

### قتل تیموتی مک کوی
اولین قتل شناخته شده گیسی در ۳ ژانویه ۱۹۷۲ رخ داد. طبق گزارش بعدی گیسی، پس از یک مهمانی خانوادگی در غروب ۲ ژانویه، او تصمیم گرفت برای تماشای نمایشی از مجسمه‌های یخی در ساعات اولیه صبح روز بعد به مرکز مدنی در لوپ برود. او سپس یک نوجوان ۱۶ ساله به نام تیموتی جک مک کوی را از ترمینال اتوبوس Greyhound شیکاگو به داخل ماشین خود کشاند. مک کوی در حال سفر از میشیگان به اوماها، نبراسکا بود. گیسی مک کوی را به یک تور گشت و گذار در شیکاگو برد و سپس او را به خانه اش برد با این قول که می‌تواند شب را بگذراند و او به موقع به ایستگاه برگردد تا بلیط اتوبوسش را بگیرد.  قبل از شناسایی مک کوی، او در رسانه‌ها به عنوان «پسر اتوبوس گری‌هاند» شناخته می‌شد. 
گیسی ادعا کرد که صبح روز بعد زود از خواب بیدار شد و متوجه شد مک کوی در حالی که یک چاقوی آشپزخانه در دستش در درب اتاق خوابش ایستاده بود.  سپس از تخت خود پرید و مک کوی هر دو دست را به نشانه تسلیم بالا برد، چاقو را به سمت بالا کج کرد و به‌طور تصادفی ساعد گیسی را برید.  گیسی چاقو را از مچ مک کوی پیچاند، سرش را به دیوار اتاق خواب کوبید، او را با لگد به کمد لباسش زد و به سمتش رفت. مک کوی سپس لگدی به شکم گیسی زد و او را خم کرد، سپس گیسی مک کوی را گرفت و فریاد زد: «مادر به خطا! من تو را می‌کشم!»  سپس مک کوی به زمین خواباند و در حالی که او را دراز می‌کرد، مکرراً به سینه اش ضربه زد. 
در حالی که مک کوی در حال مرگ بود، گیسی ادعا کرد که چاقو را در حمام شست، سپس به آشپزخانه خود رفت و یک کارتن تخم مرغ باز شده و یک تخته بیکن تکه‌تکه نشده را روی میز آشپزخانه خود دید. مک کوی نیز میز دو نفره را چیده بود. او به اتاق گیسی رفته بود تا او را بیدار کند در حالی که ناخودآگاه چاقوی آشپزخانه را در دست داشت.  گیسی مک کوی را در فضای خانه خود دفن کرد و بعداً قبر او را با یک لایه بتن پوشاند.  گیسی در مصاحبه ای چند سال پس از دستگیری خود گفت که بلافاصله پس از کشتن مک کوی، او احساس "کاملاً تخلیه" می‌کرد، با این حال خاطرنشان کرد که در حالی که مک کوی را با چاقو می‌زد و به " غوغاها " و نفس نفس زدن او گوش می‌داد. یک ارگاسم بی‌حس کننده را تجربه کرد. وی افزود: آن زمان بود که فهمیدم مرگ نهایت هیجان است. 

### قتل دوم
گیسی گفت که دومین باری که مرتکب قتل شد حدود ژانویه ۱۹۷۴ بود.  این قربانی همچنان ناشناس باقی مانده است. گیسی او را خفه کرد و سپس جسد را قبل از دفن در کمد خود قرار داد. وی بعداً اظهار داشت که مایعات بدن از دهان و بینی مقتول نشت کرده و فرش او را لکه‌دار کرده‌است. در نتیجه، گیسی به‌طور مرتب پارچه‌های پارچه‌ای، لباس زیر خود قربانی یا یک جوراب را در دهان قربانیان بعدی پر می‌کرد تا از تکرار این نشتی جلوگیری کند. 

### قتل جان بوتکوویچ
در ۳۱ ژوئیه ۱۹۷۵، جان بوتکوویچ، یک کارمند ۱۸ ساله PDM از لومبارد، ناپدید شد. ماشین بوتکوویچ در گوشه شریدان و لارنس پارک شده با کاپشن و کیف پولش در داخل و کلیدها هنوز بر روی ماشین بودند پیدا شد. 
یک روز قبل از ناپدید شدن، بوتکوویچ با گیسی با حقوق معوقه دو هفته‌ای روبرو شده بود. پدر بوتکوویچ، یک مهاجر یوگسلاوی، با گیسی تماس گرفت، او ادعا کرد که از کمک به جستجوی پسرش خوشحال است اما متأسف است که بوتکوویچ «فرار کرده‌است». هنگامی که توسط پلیس مورد بازجویی قرار گرفت، گیسی گفت که بوتکوویچ و دو دوستش به خانه او آمدند و خواستار پرداخت حقوق عقب افتاده بودند، اما آنها به مصالحه دست یافتند و هر سه آنها را ترک کردند. در طول سه سال بعد، والدین بوتکوویچ بیش از ۱۰۰ بار با پلیس تماس گرفتند و از آنها خواستند که دربارهٔ گیسی بیشتر تحقیق کنند.  
گیسی بعداً اعتراف کرد که با بوتکوویچ در حال خروج از ماشینش در گوشه خیابان لارنس غربی روبرو شده و برای جلب توجه او دست تکان می‌دهد. به گفته گیسی، بوتکوویچ به ماشین خود نزدیک شد و گفت: «می‌خواهم با شما صحبت کنم.» گیسی بوتکوویچ را به ماشینش دعوت کرد، سپس او را به خانه اش دعوت کرد تا ظاهراً مشکل دستمزد عقب افتاده‌اش را حل کند. 
گیسی علاوه بر سالی که کارش گسترش یافت، اعتراف کرد که سال ۱۹۷۵ نیز زمانی بود که او شروع به افزایش دفعات سفرهای خود برای سکس با مردان جوان کرد.  او اغلب از این سفرها به عنوان " کروز " یاد می‌کرد.  گیسی بیشتر قتل‌های خود را بین سال‌های ۱۹۷۶ و ۱۹۷۸ انجام داد، زیرا پس از طلاق خود عمدتاً به تنهایی زندگی می‌کرد. او بعداً از این سال‌ها به عنوان «سال‌های سفر» یاد کرد.
اگرچه گیسی اجتماعی و مدنی بود، چندین همسایه پس از طلاقش در سال ۱۹۷۶ متوجه تغییرات نامنظم در رفتار او شدند. این شامل دیدن او با مردان جوان، شنیدن آمدن یا خروج ماشینش در ساعات اولیه صبح، یا دیدن چراغ‌های خانه‌اش در ساعات اولیه روشن و خاموش می‌شود.  یکی از همسایه‌ها بعداً به یاد آورد که برای چندین سال، صدای جیغ، فریاد و گریه‌های خفه‌کننده، او و پسرش را در ساعات اولیه صبح به‌طور مکرر از خواب بیدار می‌کرد. او تشخیص داد که صداها از خانه‌ای مجاور خانه آنها در خیابان سامردیل غربی منتشر می‌شود. 

#### ۱۹۷۶
یک ماه پس از قطعی شدن طلاق، گیسی، دارل سامسون ۱۸ ساله را ربود و به قتل رساند. او آخرین بار در آوریل ۶، ۱۹۷۶. زنده در شیکاگو دیده شد  گیسی او را زیر اتاق ناهار خوری دفن کرد، با یک بخش از پارچه را در گلوی قرار داد. پنج هفته بعد، در بعدازظهر ۱۴ می، رندال رفت ۱۵ ساله در حالی که از دبیرستان سن به خانه می‌رفت ناپدید شد. ساعاتی پس از ربودن رفت توسط گیسی، ساموئل استپلتون ۱۴ ساله در حالی که از آپارتمان خواهرش به خانه می‌رفت ناپدید شد.   آنها با هم در فضای خانه دفن شدند، و بازرسان معتقدند هر دو قربانی در همان شب به قتل رسیدند. 
در ۳ ژوئن، گیسی یک نوجوان ۱۷ ساله به نام مایکل بونین را کشت. او هنگام سفر از شیکاگو به واکگان ناپدید شد. گیسی بونین را با بند خفه کرد و زیر اتاق خواب دفن کرد.    ده روز بعد، گیسی به قتل جوانی به نام ویلیام کارول اقدام کرد.
در ۵ آگوست، یک جوان ۱۶ ساله از مینه سوتا به نام جیمز هاکنسون آخرین بار با خانواده خود، احتمالاً از خانه گیسی، تماس گرفته‌است. هاکنسون بر اثر خفگی درگذشت.  
گمان می‌رود گیسی دو مرد ناشناس دیگر را بین اوت و اکتبر ۱۹۷۶ به قتل رسانده باشد. در ۲۴ اکتبر، گیسی دوستان نوجوان کنت پارکر و مایکل مارینو را ربود و کشت: این دو آخرین بار در بیرون رستورانی در خیابان کلارک در شیکاگو دیده شدند.  دو روز بعد، یک کارگر ساختمانی ۱۹ ساله، ویلیام باندی، پس از اطلاع خانواده اش که قرار است در یک مهمانی شرکت کند، ناپدید شد. باندی بر اثر خفگی درگذشت. گیسی جسد را در زیر اتاق خواب اصلی خود دفن کرد.  او ظاهراً برای گیسی کار کرده بود.

#### دستگیری
گیسی پس از اطلاع از اینکه پلیس بقایای انسانی را در فضای خانه او پیدا کرده‌است و او اکنون با اتهام قتل مواجه خواهد شد، به افسران گفت که می‌خواهد هوا را پاک کند و افزود که از عصر گذشته می‌دانست دستگیری او اجتناب‌ناپذیر است. روی کاناپه دفتر وکالتش سپری کرده بود. 
در ساعات اولیه صبح ۲۲ دسامبر و در حضور وکلای خود، گیسی بیانیه‌ای رسمی ارائه کرد که در آن به قتل تقریباً ۳۰ مرد جوان اعتراف کرد - همه آنها با کمال میل وارد خانه او شده بودند.  برخی از قربانیان با نام ذکر شدند، اما گیسی ادعا کرد که اکثر اسامی را نمی‌داند یا به خاطر نمی‌آورد.  او ادعا کرد که همه آنها نوجوانان فراری یا روسپی مرد بودند که اکثر آنها را در فضای خانه خود دفن کرده بود.  گیسی ادعا کرد که تنها پنج قبر قربانیان را در این مکان حفر کرده‌است و از کارمندانش (از جمله گریگوری گودزیک) خواسته‌است سنگرهای باقی‌مانده را حفر کنند تا «قبر در دسترس داشته باشد».  یکی از قربانیان از دریاچه راند. دیگری بومی میشیگان بود. هنگامی که گواهینامه رانندگی صادر شده برای رابرت هاستن را نشان داد که در ملک او پیدا شده بود، گیسی ادعا کرد که او را نمی‌شناسد اما اعتراف کرد که این گواهینامه در اختیار یکی از قربانیان او بوده‌است.  در ژانویه ۱۹۷۹، او قصد داشت با پوشاندن کل فضا با بتن، اجساد را حتی بیشتر پنهان کند. 
وقتی از گیسی به‌طور خاص در مورد پیست سؤال شد، اعتراف کرد که او را در غروب ۱۱ دسامبر به خانه اش برده و خفه کرده‌است. او همچنین اعتراف کرد که در آن شب در کنار جسد پیست خوابیده‌است، قبل از اینکه جسد را در رودخانه دس‌پلینز در ساعات اولیه ۱۳ دسامبر از بین ببرد. در راه رفتن به پاسگاه پلیس، پس از دفع پیست، دچار یک حادثه رانندگی جزئی شده بود. وسیله نقلیه او از جاده پوشیده از یخ خارج شده بود و باید از محل خود یدک می‌کشید. 
گیسی با همراهی پلیس، وکلای خود و خواهر بزرگترش در ۲۳ دسامبر به پل I-55 رانده شد تا محل دقیقی را که در آن اعتراف کرد جسد رابرت پیست و چهار قربانی دیگر را به رودخانه دس‌پلینز انداخته‌است، مشخص کند.   سپس گیسی را به خانه‌اش بردند و به او دستور دادند که کف گاراژ خود را با اسپری رنگ نارنجی علامت‌گذاری کند تا نشان دهد فردی را که ظاهراً در دفاع از خود کشته بود، که او را جان بوتکوویچ می‌نامید، کجا دفن کرده‌است. 

## دادگاه
گیسی در ۶ فوریه ۱۹۸۰ به اتهام ۳۳ قتل به دادگاه آورده شد. او در شهرستان کوک، ایلینوی، در برابر قاضی لوئیس گاریپو محاکمه شد. هیئت منصفه از راکفورد به دلیل پوشش مطبوعاتی قابل توجه در شهرستان کوک انتخاب شد. 
به درخواست وکیل مدافع خود، گیسی در سال قبل از محاکمه، بیش از سیصد ساعت را با پزشکان مرکز اصلاح و تربیت منارد در چستر گذراند. او آزمایش‌های روان‌شناختی مختلفی را در مقابل هیئتی متشکل از روان‌پزشکان انجام داد تا مشخص شود آیا او از نظر ذهنی برای محاکمه صلاحیت دارد یا خیر.  گیسی تلاش کرد تا پزشکان را متقاعد کند که او دارای اختلال شخصیت چندگانه است.  او مدعی شد که چهار شخصیت دارد: پیمانکار سخت کوش و مدنی، دلقک، سیاستمدار فعال و پلیسی به نام جک هانلی که از او به عنوان «جک بد» یاد می‌کند. زمانی که گیسی به پلیس اعتراف کرد، ادعا کرد که جنایات جک را که از همجنس‌گرایی متنفر بود و روسپی‌های مرد را «ضعف، احمق و پست» می‌نگریست، بازگو می‌کند.   وکلای او تصمیم گرفتند که گیسی را به دلیل جنون نسبت به اتهامات علیه او بی گناه بدانند. با ارائه گیسی به عنوان یک شخصیت جکیل و هاید، دفاع چندین متخصص روان‌پزشکی را تشکیل داد که گیسی را بررسی کرده بودند.   سه کارشناس روان‌پزشکی در محاکمه گیسی شهادت دادند که او را یک اسکیزوفرنی پارانوئید با شخصیت‌های متعدد تشخیص دادند.  
دادستان‌ها این پرونده را ارائه کردند که گیسی عاقل بود و کنترل کامل بر اعمال خود داشت.  برای حمایت از این ادعا، آنها چندین شاهد برای شهادت به عمد از اقدامات گیسی و تلاش‌های او در زمان برای فرار از تشخیص آوردند. آن پزشکان ادعای پزشکان دفاعی مبنی بر چند شخصیتی بودن و جنون را رد کردند. کرام و روسی شهادت دادند که گیسی آنها را وادار کرده بود سنگرهای زهکشی حفر کنند و کیسه‌های آهک را در فضای خانه او پخش کنند.  هر دو گفتند گیسی به‌طور دوره‌ای به آنها نگاه می‌کرد تا مطمئن شود که آنها و سایر کارمندان تحت نظارت از مکان‌های دقیقی که او علامت‌گذاری کرده بود منحرف نمی‌شوند.  

## محکوم به اعدام
پس از محکومیت، گیسی به مرکز اصلاح و تربیت منارد منتقل شد، جایی که او به مدت ۱۴ سال در محکومیت اعدام باقی ماند. 
در ۱۵ فوریه ۱۹۸۳، هنری بریزبون، یکی از زندانیان محکوم به اعدام که به نام قاتل I-57 شناخته می‌شود، در حالی که گیسی در یک برنامه کاری داوطلبانه شرکت می‌کرد، با یک سیم تیز به قسمت بالای بازو گیسی ضربه زد. ویلیام جونز، دومین محکوم به اعدام مجروح در این حمله، با ضربه چاقو سطحی به سرش آسیب دید. هر دو به دلیل جراحات در بیمارستان زندان تحت درمان قرار گرفتند.

### تجدید نظر
پس از زندانی شدن، گیسی کتاب‌های حقوقی متعددی خواند و درخواست‌های گسترده‌ای ارائه کرد، اگرچه در هیچ‌یک از آنها پیروز نشد. درخواست‌های او به موضوعاتی مانند اعتبار اولین حکم بازرسی صادر شده به پلیس دپلین در ۱۳ دسامبر ۱۹۷۸ و اعتراض او به دفاع از جنون وکلایش در دادگاهش مربوط می‌شد. گیسی همچنین مدعی شد که اگرچه او از پنج قتل (قتل مک کوی، بوتکوویچ، گودزیک، شیک و پیست) «مقداری اطلاعات» داشته‌است، اما ۲۸ قتل دیگر توسط کارمندانی انجام شده‌است که کلید خانه او را در زمانی که او به دلیل سفرهای کاری غایب بود، در دست داشتند. 
در اواسط سال ۱۹۸۴، دیوان عالی ایلینوی تأیید محکومیت گیسی و اعدام او توسط تزریق کشنده در ۱۴ را ابرام کرد. نوامبر دستور داد  وکیل مدافع او، ریچارد کلینگ، استدلال کرد که گیسی در محاکمه سال ۱۹۸۰ وکیل حقوقی ناکارآمدی دریافت کرده‌است.

### اعدام
در صبح روز ۹ می ۱۹۹۴، گیسی از مرکز اصلاح و تربیت منارد به مرکز اصلاح و تربیت Stateville در کرست هیل منتقل شد تا اعدام شود. بعدازظهر آن روز به او اجازه داده شد با خانواده اش یک پیک نیک خصوصی در محوطه زندان داشته باشد. گیسی برای آخرین وعده غذایی خود یک سطل کی‌اف‌سی، یک دوجین میگو سرخ شده، سیب زمینی سرخ کرده، توت فرنگی تازه و یک کوکای رژیمی سفارش داد. در آن شب، او قبل از اینکه برای دریافت یک آمپول کشنده به اتاق اعدام استیتویل اسکورت شود، با یک کشیش کاتولیک دعا خواند
قبل از شروع اعدام، مواد شیمیایی مورد استفاده برای اجرای اعدام به‌طور غیرمنتظره ای جامد شدند و لوله IV مورد استفاده برای تجویز مواد شیمیایی را در بازوی گیسی مسدود کرد و این روند را پیچیده کرد. پرده‌های ناظرین اعدام به از طریق پنجره‌ها نگاه می‌کردند پایین آمد، تیم اعدام لوله گرفته شده را تعویض کردند. پس از ده دقیقه، پرده‌ها دوباره باز شد و اعدام از سر گرفته شد. کل مراحل ۱۸ دقیقه طول کشید. متخصصان بیهوشی علت این مشکل را کم‌تجربه‌ای مسئولان زندان در اجرای حکم اعدام می‌دانند و می‌گویند که اگر مراحل صحیح اعدام رعایت می‌شد، هیچ‌گاه این عوارض پیش نمی‌آمد. این خطا ظاهراً منجر به اتخاذ روش جایگزین برای تزریق کشنده توسط ایلینوی شد. در مورد این موضوع، یکی از دادستان‌های دادگاه گیسی، ویلیام کانکل، گفت: «او خیلی راحت‌تر از هر یک از قربانیانش می‌میرد».
بر اساس گزارش‌های منتشر شده، گیسی یک روانپریش تشخیص داده شده بود که از جنایات خود ابراز پشیمانی نکرد.  آخرین اظهارات او به وکیلش قبل از اعدامش این بود که کشتن او جبران خسارت دیگران نیست و دولت او را می‌کشد. آخرین سخنان او این بود «باسنم را ببوس».
در ساعات منتهی به اعدام گیسی، جمعیتی بیش از ۱۰۰۰ نفر در خارج از کانون اصلاح و تربیت جمع شدند. اکثریت صریح از اعدام حمایت کردند، اگرچه تعدادی از معترضان ضد مجازات اعدام نیز در آن حضور داشتند.  برخی از طرفداران اعدام تی شرت‌هایی به تن داشتند که به خدمات اجتماعی قبلی گیسی به عنوان یک دلقک گوش فرا می‌داد و شعارهای طنزآمیزی مانند «اشک برای دلقک نیست» را در خود داشتند. معترضان ضد مجازات اعدام حاضر به شمع روشنی خاموش پرداختند.
بعد از اینکه مرگ گیسی در ساعت ۱۲:۵۸ تأیید شد صبح ۱۰ اردیبهشت ۹۴ مغزش را از بدن او خارج کردند. این مغز در اختیار هلن موریسون، یکی از شاهدان دفاع در دادگاه گیسی است، که با گیسی و دیگر قاتلان زنجیره‌ای در تلاش برای تشخیص ویژگی‌های شخصیتی مشترک افراد جامعه‌گرای خشن مصاحبه کرده‌است. در نهایت جسد او سوزانده شد.